# Catedral Nossa Senhora de Nazaré
A Catedral Nossa Senhora de Nazaré é a catedral católica de Rio Branco, capital do Acre.

## História
Foi sob a liderança do primeiro bispo do território, Dom Júlio Mattioli, que surgiu a proposta da construção de um grande templo religioso, capaz de representar a centralidade da fé católica no novo cenário urbano de Rio Branco.
A pedra fundamental da catedral foi lançada em 25 de julho de 1948, durante uma cerimônia solene. O projeto arquitetônico ficou a cargo de engenheiros e arquitetos italianos, e sua execução envolveu uma ampla mobilização da comunidade local, que contribuiu financeiramente e com mão de obra. As obras avançaram ao longo da década de 1950 e culminaram com a inauguração em 1958, tornando-se a sede da recém-criada Diocese de Rio Branco.

## Arquitetura e simbolismo
Inspirada no estilo romano-basilical, a Catedral Nossa Senhora de Nazaré combina solidez estrutural com elegância estética. Sua fachada sóbria esconde um rico interior, marcado pela harmonia simétrica e forte simbolismo cristão.

### Destaques arquitetônicos:
- Três naves internas, separadas por colunas, remetem ao modelo tradicional das basílicas cristãs.[5][2]
- O teto em abóbada de arco, sustentada por 26 colunas, com pintura em tons carmesim e branco, cria uma atmosfera solene e ao mesmo tempo acolhedora.[5]
- Vitrais artísticos — são 47 ao todo, distribuídos entre a nave central e as laterais, retratando cenas da vida de Jesus, da Virgem Maria e da Paixão de Cristo, funcionando como catequese visual para os fiéis.[5]
- A cátedra episcopal e o altar-mor em madeira entalhada reforçam a importância litúrgica do templo.[5]
- Na parte frontal, destaca-se o campanário, com cruz elevada, visível a longa distância, funcionando como ponto de referência no centro histórico de Rio Branco.[5]

## Mausoléu dos Bispos
No interior da catedral, há um espaço reservado à memória dos pastores da Igreja local: o mausoléu dos bispos, onde estão sepultados Dom Júlio Mattioli, o idealizador da catedral, e Dom Giocondo Maria Grotti, outro bispo fundamental na organização da Igreja no Acre. A presença desses túmulos reforça a importância histórica e afetiva da catedral para a comunidade católica acreana.

## Patrimônio cultural e identidade urbana
A catedral é considerada patrimônio histórico e arquitetônico do Acre. Localizada na Praça da Catedral, no centro da cidade, ela integra um conjunto arquitetônico e paisagístico que inclui o Palácio Rio Branco, a Gameleira e o rio Acre, compondo o eixo fundacional da cidade.
A igreja também é destaque em roteiros turísticos e escolares, sendo frequentemente citada em materiais didáticos, guias culturais e documentários sobre o Acre. 
O Círio de Nazaré, festa tradicional em honra à padroeira, ocorre anualmente e reúne uma multidão de devotos, celebrando com procissões, novenas e celebrações marianas.